# Catawba (rivière)
La Catawba est une rivière des États-Unis qui prend sa source en Caroline du Nord et change de nom après le lac Wateree (en) en Caroline du Sud pour devenir la Wateree qui se jette ensuite dans le fleuve Santee. Longue d'environ 350 km, son nom provient de la tribu amérindienne des Catawba.